# Leuconotopicus
Leuconotopicus es un género de aves piciformes perteneciente a la familia Picidae. Sus seis miembros son pájaros carpinteros nativos de América. Todas las especies integrantes del género se clasificaban anteriormente en el género Picoides.

## Especies
Las seis especies que componen el género son:
- Leuconotopicus borealis - pico de Florida;
- Leuconotopicus fumigatus - carpintero ahumado;
- Leuconotopicus arizonae - pico de Arizona.
- Leuconotopicus stricklandi - pico de Strickland;
- Leuconotopicus villosus - pico velloso;
- Leuconotopicus albolarvatus - pico cabeciblanco.